# Degrés des Artisans
Le degrés des Artisans est une artère Liège  en Belgique.

## Situation et accès
Cette voie du quartier de Grivegnée relie la rue des Artisans, Grivegnée bas, à la rue du Panorama, Grivegnée haut.

## Historique
Afin d'éviter les nombreuses confusions entre la partie haute et la partie basse de la rue des Artisans, l'artère est divisée en trois sections distinctes à partir de 2002. La partie basse conserve le nom de rue des Artisans, la partie centrale constitué d'escaliers est baptisé degrés des Artisans et la partie haute devient la rue du Panorama.
En 2012, les escaliers subissent d'importants travaux de rénovation.